# 东南大学计算机科学与工程学院
东南大学计算机科学与工程学院隶属于2009年设立的东南大学信息电子学部。

## 历史
2000年4月，原东南大学、南京铁道医学院、南京交通高等专科学校合并，南京地质学校并入，组建了新的东南大学。相关院系组建了东南大学计算机科学与工程学院。

## 专业设置
电子科学与工程学院目前设置了计算机网络及其应用、数据库及信息系统、人工智能及其应用、软件工程及理论、理论计算机科学、计算机系统结构、图象处理与科学可视化一级学科